# Abdülhamid (sous-marin)
Pour les articles homonymes, voir Abdülhamid.
L'Abdülhamid (également Abdül Hamid) est un sous-marin à vapeur, construit au Royaume-Uni en 1886 aux chantiers navals de Barrow-in-Furness.
Acheté par la Marine ottomane, il entre en service en 1888 sous le nom de baptême honorant le sultan Abdülhamid II. Il s'agit du premier sous-marin à avoir lancé une torpille en immersion.

## Histoire
L'Empire ottoman entreprend de vastes programmes de modernisation de ses forces armées à la fin du XIXe siècle. Le sultan Abdülhamid II demande à son Ministre de la Marine (Bahriye Nazırı), Bozcaadalı Hasan Hüsnü Paşa (tr), d'acquérir des submersibles pour sa marine. En outre, le fait que son homologue grecque s'emploie alors à acheter ou construire ses propres sous-marins a poussé le sultan dans de telles démarches.
La commande est passée le 23 janvier 1886 et les chantiers navals de Barrow construisent les deux vaisseaux à vapeur, conçus par le capitaine d'industrie et marchand d'armes suédois Thorsten Nordenfelt. Ils sont vendus à l'Empire ottoman pour le premier, à l'Empire russe pour le second. Toutefois, ce dernier n'atteindra jamais son port d'attache, s'échouant au large des côtes danoises lors de son voyage de livraison.
L'Abdülhamid, lui, est démonté, transporté par bateau, puis remonté au chantier naval Taşkızak (Taşkızak Tersanesi), partie militaire de l'Arsenal impérial installé sur la Corne d'or à Constantinople. La reconstruction se déroule sous le contrôle de son constructeur britannique, l'inventeur pionnier des sous-marins George Garrett (en). Un autre vaisseau de ce qu'il est convenu d'appeler la classe Nordenfelt, l''Abdülmecid, sera construit en 1888, selon le même modèle, au chantier naval Taşkızak.
L'Abdülhamid est lancé le 6 septembre 1886, devant de nombreux dignitaires étrangers. Les premiers essais en plongée ont lieu en février 1887 : trois plongées de 20 secondes chacune sont couronnées de succès même si le système de stabilisation reste défaillant, seul le compartiment hémisphérique du navigateur restant émergé. Lors d'un autre essai début 1888, le sous-marin parvient à naviguer dans les forts courants du Sarayburnu, atteignant sa vitesse de pointe de 10 nœuds, et réussit à couler un bateau cible au moyen d'une seule torpille devenant le premier sous-marin au monde à tirer une torpille en plongée ; les sources divergent toutefois quant à savoir si c'est l'Abdülhamid ou l'Abdülmecid qui réussit cette prouesse technique. Les deux sous-marins terminent leur campagne d'essais à la base navale d'Izmit et rejoignent officiellement la Marine turque le 24 mars 1888.
Toutefois, ces vaisseaux s'avèrent incapables d'être employés efficacement au combat, du fait de leur faible vitesse, de leur faible autonomie en plongée et de leur stabilité toute relative, encore aggravée lors du tir des torpilles. Le nombre de volontaires pour faire partie de l'équipage étant trop faible, le navire est resté à l'arsenal naval. Ces maigres performances amènent la Marine ottomane à les retirer du service en 1910. Les Allemands les ont trouvés lors de leurs visites et ont tenté sans succès de les rendre opérationnels. Ils sont démolis non loin de leur lieu de construction.

## Description technique

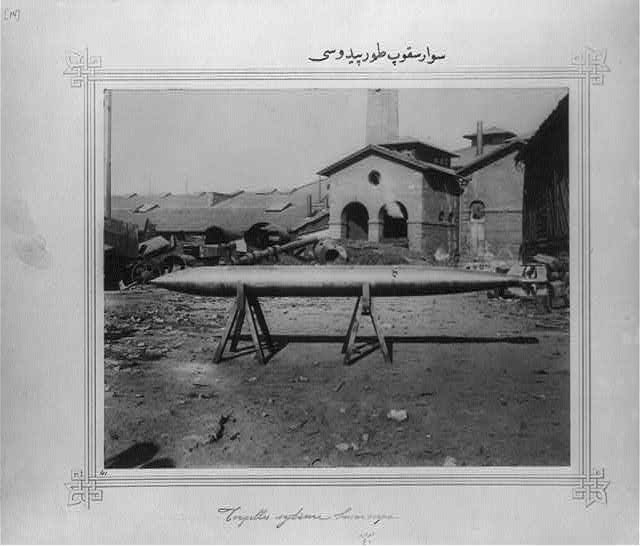
Une des torpilles employées à bord des sous-marins ottomans Abdülhamid et Abdülmecid.

L'Abdülhamid est motorisé par un moteur à vapeur Lamm alimenté au charbon de 250 ch, actionnant un arbre de transmission unique. Il est armé de deux tubes lance-torpilles à l'avant de 356 mm et de deux mitrailleuses de 35 mm.
Le sous-marin peut embarquer jusqu'à huit tonnes de charbon et peut plonger jusqu'à une profondeur de 50 mètres. Long de 30,5 m et large de 6 m, il pesait 100 tonnes. Il accueille à son bord sept hommes d'équipage. Sa vitesse de surface est de 6 nœuds, pour 4 nœuds en plongée.
Afin de pouvoir plonger, l'équipage devait fermer la chaudière et replier la cheminée. Des réservoirs d'air, mis en pression pendant le séjour en surface, servaient à assurer une courte propulsion pendant la plongée et ne permettaient qu'une immersion de quelques minutes.